# Sizun
Sizun (tiếng Breton: Sizun) là một xã của tỉnh Finistère, thuộc vùng Bretagne, miền tây bắc Pháp.

## Dân số
Người dân ở Sizun được gọi là Sizuniens.